# 부산남고등학교
부산남고등학교(釜山南高等學校)는 대한민국 부산광역시 영도구 동삼동에 있는 공립 고등학교이다.

## 학교 연혁
- 1954년 4월 4일 : 부산남고등학교 설립 기성회 조직
- 1955년 4월 11일 : 개교(부산남중 구내에서 제1학년 2학급 편성)
- 1955년 8월 1일 : 초대 김용재 교장 취임
- 1970년 12월 28일 : 24학급 인가
- 1971년 4월 26일 : 부산시 영도구 청학동 신축교사 완공 이전
- 1974년 7월 24일 : 부산시 영도구 동삼동 현교사로 이전
- 1975년 12월 28일 : 신축교사 기공식 (3층 26교실 및 부대시설)
- 1978년 12월 28일 : 본관 4층 8교실 및 부대시설 증축 준공
- 1994년 12월 10일 : 한물결 체육관 준공
- 1997년 3월 27일 : 30학급 인가
- 1998년 4월 10일 : 본관(연구동) 준공
- 2004년 3월 2일 : 학생식당 개관
- 2006년 3월 1일 : 특수학급 1학급 인가
- 2006년 11월 8일 : 도서관 개관
- 2009년 3월 2일 : 수업개선 마일리지 으뜸학교 인증(부산시교육청) (2008, 2009)
- 2010년 3월 2일 : 자율형 공립고등학교 운영(5년간, 2010-2014)
- 2019년 8월 26일 : 자율형공립고 3기 재지정 확정(2020~2024학년도)
- 2024년 3월 1일 : 제31대 이규민 교장 취임
- 2025년 2월 7일 : 제68회 졸업식(86명, 누계 24,604명)
- 2025년 3월 1일 : 남녀공학 전환 및 구 명지초등학교에서 신교사 임시 이전
- 2026년 3월 1일 : 명지동 신교사 완공 예정

## 기타
- 드라마 후아유: 학교 2015(KBS)에서 누리고등학교로 촬영되었다.

## 참고 자료
- 부산남고등학교 - 한국교육학술정보원 학교알리미